# جيس دويل
جيس دويل (بالإنجليزية: Jess Doyle)‏ هو لاعب كرة قاعدة أمريكي، ولد في 14 أبريل 1898 في نوكسفيل في الولايات المتحدة، وتوفي في 15 أبريل 1961 في بلفيل في الولايات المتحدة.

## وصلات خارجية
- جيس دويل على موقعبيزبول رفرنس.كوم (الدوري الرئيسي) (الإنجليزية)
- جيس دويل على موقعبيزبول رفرنس.كوم (الدوري الثانوي) (الإنجليزية)